# Stauros Lamprinidīs
Stauros Lamprinidīs (in greco Σταύρος Λαμπρινίδης?, traslitterato anche Stavros Lambrinidis; Atene, 6 febbraio 1962) è un politico greco, ex membro del Parlamento europeo e ministro degli affari esteri dal 17 giugno all'11 novembre 2011.
Fa parte del Movimento Socialista Panellenico (PASOK) ed è stato membro del gruppo socialista al Parlamento europeo, vicepresidente della commissione per le libertà civili, la giustizia e gli affari interni.

## Biografia
Stauros Lamprinidīs si laurea nel 1984 in scienze politiche e in economia alla Amherst College negli Stati Uniti e in giurisprudenza alla Yale Law School sempre in USA nel 1988. 
È stato segretario generale per la diaspora greca presso il Ministero degli affari esteri (1996-1999).

### Relazione sul rafforzamento della sicurezza e delle libertà fondamentali su Internet
Stauros Lamprinidīs ha esposto una relazione sul rafforzamento della sicurezza e delle libertà fondamentali su Internet, datata 25 febbraio 2009 al parlamento europeo.
Il testo è stato approvato il 26 marzo 2009 e si schiera in difesa della libertà di espressione su internet.
In questa relazione sostiene come internet rappresenti uno strumento unico nel suo genere poiché offre socialmente e culturalmente delle grandi opportunità. Viene anche suggerito ai governi di attenersi a rispettare la privacy degli utenti e viene scoraggiata la violazione della riservatezza che non può essere giustificabile neanche con la lotta al terrorismo.